# HD 162496
HD 162496，又名CD-3412186，SAO 209397、HR 6651，是一颗恒星，视星等为6.06，位于銀經356.34，銀緯-3.98，其B1900.0坐标为赤經17h 46m 11.4s，赤緯-34° -3.98′ 21″。